# Marcgravia trianae
Marcgravia trianae är en tvåhjärtbladig växtart som beskrevs av Henri Ernest Baillon. Marcgravia trianae ingår i släktet Marcgravia och familjen Marcgraviaceae. Inga underarter finns listade i Catalogue of Life.